# Коштана срж
Коштана срж (лат. Medulla osium), у литератури често погрешно названа костна срж, меко је ткиво смјештено у коштаним шупљинама. Коштана срж одраслих производи крвна зрнца.

## Црвена и жута коштана срж
Постоје двије врсте коштане сржи — црвена (мијелоидна) и жута. Црвена и бијела крвна зрнца и крвне плочице стварају се у црвеној коштаној сржи. Нека бијела крвна зрнца се развијају у жутој сржи. Боја жуте сржи је таква због великог броја масних ћелија. Оба типа садрже мноштво крвних судова.
При рођењу, сва коштана срж је црвена. Са годинама, све већи дио се трансформише у жуту срж. Одрастао човјек има око 2,6 kg коштане сржи од које је половина црвена. Црвена се налази само у пљоснатим костима (кости кукова, грудна кост, кичма, ребра, кључна кост, кости рамена и свода лобање), а код млађих особа и у проксималним епифизама надлактице и бедрене кости. Жута коштана срж се налази у дугим, цјевастим костима одраслог човјека.
У случају крварења, хипоксије и појачане разградње еритроцита, у старости и у случају одређених болести, жута коштана срж се може трансформисати у црвену да би се поспијешила производња крвних зрнаца.

## Врсте матичних ћелија
Коштана срж садржи два типа матичних ћелија:
1. Строма — ретикулско везивно ткиво (ретикулске ћелије са способношћу фагоцитозе, ретикулска влакна). Ретикулске ћелије проширењима својих изданака прилијежу уз ендотел синусоидних капилара (адвентицијске станице), а спљоштене уз унутрашњу плочу кости чине ендост.
2. Хематопоетски трачци — скупине незрелих предстадијума крвних зрнаца у окнима ретикулског ткива. Унутар скупине еритробластима налазе се макрофаги који предају еритробластима гвожђе ускладиштено у цитоплазми у облику феритина и хемосидерина и фагоцитирају њихова избачена језгра.
3. Синусоидни капиларие — обложени су ендотелом с пукотинама међу ћелијама (литоралне ћелије), кроз које улазе у крвни ток зрели еритроцити, гранулоцити и лимфоцити Б који потпуно сазријевају тек у периферним лимфним органима.

## Болести
Нормална коштана срж се може оштетити малигним творевинама или инфекцијама попут туберкулозе, које воде до смањивања стварања крвних ћелија, а такође и раком бијелих крвних зрнаца (леукемија). Како би се дијагностиковале болести, може се извршити биопсија коштане сржи. Ово обично укључује узимање примјерка црвене сржи под локалном анестезијом. Подвргавање радијацији и хемотерапији убија многа крвна зрнца која се убрзано размножавају, те имуни систем тиме бива значајно угрожен. Многи симптоми болести радијације су настали због оштећења ћелија коштане сржи.

## Донација и трансплантација коштане сржи
Могуће је узети хематопоетске ћелије једне особе и убризгати их у другу, или у исту особу после неког времена. Ако су давалац и прималац компатибилни, убризгане ћелије ће путовати до коштане сржи и покренути производњу крвних ћелија. Матичне ћелије се могу узети из црвене коштане сржи кука, углавном под потпуном анестезијом. Алтернатива томе је да се даваоцу убризга одређени медикамента који проузрокује ослобађање матичних ћелија из коштане сржи у крв, одакле се једноставно ваде и преносе примаоцу.
Трансплантација се изводи у тешким случајевима болести коштане сржи; постојећа срж пацијента се прво убије уз помоћ хемотерапије или радијације, а онда се нове матичне ћелије убризгају у тијело. Прије радијације или хемотерапије се код неких пацијената хематопоетске матичне ћелије изваде, а касније врате назад у тијело када се терапија заврши како би се обновио имунолошки систем.
Прву успјешну трансплантацију коштане сржи на свијету урадила је група француских љекара, под вођством онколога Жоржа Матеа (фр. Georges Mathé) на Клиници „Кири” у Паризу 11. новембра 1958. како би спасила живот српском научнику Радојку Максићу озраченом приликом хаварије експерименталног реактора на Институту за нуклеарне науке Винча. Након Радојка Максића, Жорж Мате је извршио пресађивање коштане сржи на још четворо људи са института у Винчи. Добровољни даваоци коштане сржи за пресађивање су били Французи: Марсел Пабион за Радојка Максића, Одит Драги за Роксанду Дангубић, Рејмон Кастаније за Животу Вранића, Албер Бирон за Драшка Грујића, љекар болнице Леон Шварценберг за Стјепана Хајдуковића. Од последица нуклеарног зрачења умро је Живота Вранић, који је приликом гашења реактора изложио себе већој дози зрачења, како би спасио остале колеге сигурне смрти. Даваоци и преживјели примаоци коштане сржи касније су се међусобно упознали и постали доживотни пријатељи. Радојко Максић је објавио књигу „Дневник из болнице Кири”.